# Міжнародна слідча комісія щодо України
 Незалежна міжнародна комісія з розслідування порушень щодо України — це незалежний міжнародний комітет, створений Радою ООН з прав людини 4 березня 2022 року з мандатом на розслідування порушень прав людини та міжнародного гуманітарного права під час російського вторгнення в Україну з 2022 року. У відповідних випадках Комісія також розглядає події, починаючи з 2013/2014 року.

## Створення
3 березня 2022 року Рада ООН з прав людини (UNHRC) розпочала обговорення впливу російського вторгнення в Україну 2022 року на права людини. 4 березня в резолюції A/HRC/49/L.1 КПЧ ООН засудила порушення прав людини та міжнародного права, спричинені повномасштабним вторгненням Росії, закликала Росію припинити свої порушення в Україні, закликала Росію повністю вийти з міжнародно визнаної території України, щоб запобігти подальшим порушенням, і вирішили створити незалежну міжнародну слідчу комісію щодо України. Резолюцію ухвалив УВКБ ООН: «за» — 32 держави, «утрималися» — 13 та «проти» — 2 (Еритрея та Росія).
Представник Росії в УВКБ ООН Євген Устинов розцінив комісію з розслідування як «просте марнування ресурсів, які краще використати для допомоги цивільному населенню України». Human Rights Watch висловила підтримку УВКБ ООН у створенні комісії з розслідування порушень прав людини та міжнародного гуманітарного права в Україні всіма залученими групами.

## Структура
Спочатку слідчу комісію було створено в складі трьох експертів з прав людини, спершу на один рік, на чолі з Еріком Мьозе з Норвегії, а також Жасмінка Джумхур з Боснії та Герцеговини та Пабло де Грайфф з Колумбії.

## Цілі
Метою слідчої комісії є розслідування всіх імовірних порушень та зловживань прав людини та міжнародного гуманітарного права в контексті російського вторгнення в Україну 2022 року. Комісія повинна давати рекомендації на основі свого розслідування, спочатку звітуючи у вересні 2022 року на п’ятдесят першій і п’ятдесят другій сесіях УВКБ ООН і сімдесят сьомій секції Генеральної Асамблеї Організації Об’єднаних Націй.